# 改易
改易（日语：／）是指日本江户时代对武士实施的剥夺其士籍的刑罚。这是一种降低士分以上阶层社会地位的身份刑，因其涉及没收俸禄和分配的宅邸，有观点认为这也属于财产刑。此外，没收、削减或转封大名的领地也称为改易。